# Юрман (приток Большого Бачата)
Юрман — река в Кемеровской области России. Устье реки находится в 40 км по левому берегу реки Большой Бачат. Длина реки составляет 16 км. На реке устроены две плотины, образующие пруды. Левый приток — Берёзовка.

## Данные водного реестра
По данным государственного водного реестра России относится к Верхнеобскому бассейновому округу, водохозяйственный участок реки — Иня, речной подбассейн реки — бассейны притоков (Верхней) Оби до впадения Томи. Речной бассейн реки — (Верхняя) Обь до впадения Иртыша.